# Евальд Амменде
Евальд Амменде (нім. Ewald Ammende; 22 грудня 1892 (3 січня 1893) — 15 квітня 1936) — громадський діяч німецького походження, публіцист. Відомий як захисник прав етнічних меншин, а також як один з перших, хто оприлюднив в Європі відомості про Голодомор в Україні.

## Походження
Народився в Ліфляндії у багатій сім'ї, одній з найвпливовіших у місті Пярну. За походженням балтійський німець. Охрещений у парафії св. Миколи в Пярну 14 лютого 1893 року. До кінця життя зберігав естонське громадянство.
Батько Евальда Герман Амменде замовив петербурзьким архітекторам Мієріцу і Герасимову віллу для своєї дочки Елен, яку побудували в 1905—1907 роках. У наші дні «вілла Амменде» є пам'яткою Пярну, у ній розташовується знаменитий готель. За одними даними, у 1927 році Герман Амменде виїхав до Німеччини, за іншими, ще на початку 1930-х років мав маєток біля Мітави.
Мати — Марта Вільгельміна Кнох (1865—?).
Батьки Амменде доводилися один одному троюрідними братом і сестрою .
Крім Евальда в сім'ї було ще п'ятеро дітей: сестра Елен (12.11.1886 — 1940) і брати Ергард (20.11.1887 — 13.10.1907, помер в Целендорфі від діабету), Еріх (30.4.1889 — 6.11 .1936, Відень), Егон (8.7.1891 — 1919, служив в гвардії, заарештований в Петрограді, помер в Петропавлівській фортеці від виснаження, похований у спільній могилі) і Едгар (22.6.1894 — 5.7.1978).

## Життя і діяльність

### Ранні роки
Середню освіту здобув у Перновській гімназії. Навчався в одному класі з майбутніми естонськими політиками — Юрі Улуотсом, Йоганнесом Семпером і Йоганнесом Барбарусом. Після закінчення гімназії почав працювати в сімейному бізнесі.
У 1910 р. Амменде вступив на комерційне відділення Ризького політехнічного інституту, оселившись на Бастіонному бульварі 11, квартира 8, однак провчився всього один семестр, після чого перевівся в Кельнску школу торгівлі. В цей час однокурсником (а, можливо, навіть одногруппником) Амменде був майбутній сталінський прокурор Василь Ульріх.
Будучи вихідцем з багатої сім'ї, Амменде вів у студентські роки спосіб життя, властивий золотій молоді , одного разу потрапив у поліцію за бійку.
Разом з тим, у роки навчання в Кельні Амменде активно цікавився господарством сусідніх з Німеччиною країн і у зв'язку з цим відвідав Велику Британію, Францію і Бельгію, а також деякий час працював у фірмі Harder & Co. в Гамбурзі . Закінчивши курс навчання і захистивши дипломну роботу влітку 1913 р., Амменде здійснив поїздку до Поволжя, щоб вивчити торгові операції з зерном і особливості селянських господарств.
Після повернення в Петербург Амменде збирався вступити на службу в Зовнішторгбанк (збереглося його резюме, датоване 29 жовтня 1913 г.) . Очевидно, ця ідея не вдалася, і Амменде вирішив продовжити освіту в Тюбингенському університеті . Він оплатив літній семестр 1914 року, проте заняття перервала Перша світова війна. Амменде продовжив навчання вже в Московському комерційному інституті.
У роки Першої світової війни Амменде працював в сімейному бізнесі і в сфері постачання в Південній Росії. Був делегатом від Естляндії на Всеросійському продовольчому з'їзді (Москва, листопад 1917 г.). Продовжив роботу з постачання та в роки Громадянської війни, будучи уповноваженим Центрального комітету постачання по містах Ліфляндії і Естляндії, а також Пскова. За власними словами, був торговим агентом між Ліфляндією і Україною в роки існування гетьманату Павла Скоропадського (квітень-грудень 1918 р).
Є відомості, що в цей же час Амменде був членом воєнізованих формувань: резервної міліції Пернова і балтійського ландверу.
Закінчення війни дозволило Амменде повернутися до освіти — в літній семестр 1920 р він знову навчався в Тюбінгені (очевидно, заочно).
У 1922 або 1923 р. Амменде захистив кандидатську дисертацію на тему «Німецькі меншини в Європі. Їх виникнення, організація і прагнення до об'єднання».
Поряд з науковою та політичною діяльністю займався бізнесом, відкривши в Пярну в 1922 р разом з братом Едгаром магазин колоніальних товарів і сукні «Меркатор» .

### Громадська діяльність
У 1919—1922 рр. — співробітник двох головних німецькомовних газет Прибалтики: «Ризького огляду» і «Ревельского кур'єра». На цій посаді він неодноразово відвідував Радянську Росію і вів інформаційну кампанію з висвітлення важкого продовольчого стану там. У ці роки також був директором видавництва, яке друкував «Ризький огляд».
У 1922 році став одним із засновників Союзу німецьких меншин Європи. На цій посаді вів переговори з естонським урядом, які увінчалися розробкою закону 1925 р. про культурну автономію німців в Естонії. Про Лігу націй Амменде висловлювався, що вона є засобом просування інтересів держав, а не національних меншин, які повинні самоорганізовуватися. У зв'язку з цим зазначав, що рішення проблеми національних меншин полягає не в ірредентизмі (тобто переході територій, де живе меншина, до держав, де цей народ складає більшість), а у взаємному визнанні держави меншістю, і навпаки. Просуваючи свої ідеї, активно взаємодіяв з громадськістю ряду країн Європи, а також США. Діяльністю Амменде цікавилися українські націоналісти.
Незважаючи на те, що Амменде був представником давньої німецької традиції ліберального націоналізму (добре відомого по середині-другій половині XIX ст. серед німецького елементу Австрії), в літературі його нерідко називають «нацистом». Можливо, це пов'язано з тим, що незадовго до смерті він почав співпрацювати з Антикомінтерном (організація, що діяла під егідою Міністерства пропаганди Геббельса). Ідеологічно для Амменде було чужим використання нацистами німецької нацменшини в інтересах рейху. При цьому, за даними польської розвідки, Амменде демонстрував русофільські настрої.
З 1935 р. — генеральний секретар Міжнародного конгресу національних меншин (Відень — Женева).

### Голодомор
Ще у 1921 р. Амменде брав активну участь в інформаційному супроводі кампанії по боротьбі з голодом у Поволжі та сам відвідав Росію в 1921 .р в складі місії Естонського Червоного хреста. В 1931—1932 рр. стежив за подіями Голодомору, потім випустив книгу «Чи повинна голодувати Росія?» (1935), яка містила фотографії Александра Вінербергера, виконані в 1932—1933 р на Харківщині (під «Росією» у назві книги мався на увазі СРСР, а конкретно мова йшла про Україну та Кубань).

## Смерть
Помер в німецькому госпіталі в Пекіні під час навколосвітньої подорожі. Причиною смерті став, як і у випадку з братом Амменде Ерхардом, цукровий діабет. Некрологи з'явилися в багатьох європейських виданнях переважно тієї спрямованості, якою займався Амменде. Після смерті Евальда Амменде Міжнародний конгрес національних меншин очолив його старший брат Еріх, проте він пережив брата всього на сім місяців.

## Твори
- Die Hilfsaktion für Petersburg. Riga: R. Ruetz, 1920 (Sonderdruck aus Rigascher Rundschau).
- Die Agonie einer Weltstadt: Helft Petersburg! Riga: R. Ruetz, 1920 (Sonderdruck aus Rigascher Rundschau).
- Europa und Sowjet-Rußland. Berlin: K. Curtius, 1921.
- Pernaus Zukunft als Badeort (рукопис) // EAA. Ф. 5269, оп. 1, д. 20 (1926).
- Gefährdung des europäischen Friedens durch die nationale Unduldsamkeit. Wien: Jasper, 1927.
- Nationalitätenproblem, Abrüstung und Friedensfrage zu Beginn des Jahres 1928 // Rigasche Rundschau, Nr.7 (10.01.1928).
- Frage der organisierten Nationen // Rigasche Rundschau, Nr.194 (29.08.1929).
- Vatikan und Nationalitäten. Köln: Kölnische Zeitung, 1931.
- Die Nationalitäten in den Staaten Europas. Wien: Braumüller, 1932 (редактор-упорядник).
- Zur Tragödie des Russlanddeutschtums. Eine Pflicht der Nation // Nation und Staat. № 7 (1933/34). S. 352—355.
- Wege zur Rettung des Russlanddeutschtums // DPO. № 7, Heft 2 (1934). S. 17-19.
- Muss Russland hungern? Wien: Braumüller, 1935 (англійська версія — Human Life in Russia. London: Allen & Unwin, 1936).